# Léo Moura
Leonardo da Silva Moura (Niterói, Brasil, 23 de octubre de 1978), más conocido como Léo Moura, es un exfutbolista brasileño que jugaba como defensa.
Fue elegido como el mejor lateral derecho del Campeonato Brasileño cuatro veces seguidas.
Es uno de los pocos jugadores en haber sido parte de los cuatro equipos grandes de Río de Janeiro: Botafogo, Vasco da Gama, Fluminense y Flamengo, en el cual jugó durante casi diez años.

## Trayectoria
Leonardo Moura comenzó su carrera jugando en las inferiores del Botafogo jugando de mediocampista, luego de ser rechazado en Flamengo.
Sin embargo, antes de debutar profesionalmente en Botafogo, Léo Moura es cedido al modesto Linhares Esporte Clube de la tercera división brasileña donde debuta, para que posteriormente sea adquirido por el KFC Germinal Beerschot de Bélgica. Un año después emigra al ADO Den Haag holandés donde tiene su primera experiencia como extremo.
En el segundo semestre de 2001, retorna a Botafogo con el que disputa el Brasileirão, donde ocupa la posición de mediocampista. Pero una lesión cerca de su debut le hizo perder la titularidad en el equipo, y al retornar se desempeñó como lateral derecho.
Su buen rendimiento jugando como lateral, parecía resolver los problemas tácticos que presentaba el Botafogo, carente de un buen jugador desde la partida de César Prates en 1999. Sorpresivamente en 2002 no renueva con el Botafogo y firma con el Vasco da Gama.
En Vasco, encaja perfectamente junto a la dupla de atacante que formaban Romário y Euller. A pesar del buen rendimiento del equipo ese año, Léo Moura nuevamente emigra, esta vez al Palmeiras. Tiempo después se arrepentiría de esta transferencia luego de perder la categoría junto al equipo paulista.
En 2003 firma con el São Paulo y desde esta época comienza a ser llamado Leonardo Moura (antes solo lo llamaban Leonardo). Después de la poca continuidad, retorna a Río de Janeiro en 2004 y firma con el Fluminense. Por segunda vez en su carrera comparte camiseta con Romário.
De regreso en Río, se convierte rápidamente en ídolo de la hinchada luego de protagonizar grandes partidos. Pero Léo Moura nuevamente emigra, esta vez a Portugal y firma con el Sporting Braga en el que juega solo ocho partidos.

### Consolidación en Flamengo
Finalmente, termina firmando en 2005 por el Flamengo, donde logra su mejor condición física y técnica. También consigue el primer título de su carrera: la Copa de Brasil de 2006. En 2007, Léo Moura sigue conquistando títulos con el club, esta vez logra el Campeonato Carioca, y un gran desempeño en el Brasileirão en el que Flamengo termina tercero.
En 2008 renueva su contrato con Flamengo, y en enero de ese año es convocado a la selección brasileña. Además, logra el bicampeonato carioca ante su exequipo Botafogo, y el Brasileirão consolidándose como figura.
El 2 de agosto de 2009, en el partido entre Flamengo y Náutico válido por el Campeonato Brasileño, Léo Moura causó un gran malestar en la hinchada propia. Flamengo perdía 1 a 0, cuando convierte el empate para su club. Molesto con los abucheos que le dedicó la hinchada, éste no celebró el gol y comenzó a gritarles muchas groserías. Ese mismo año sigue ampliando su palmarés logrando el tricampeonato carioca y el campeonato nacional. En 2010 se convirtió en capitán del Flamengo.
Con 36 años de edad, Léo Moura se retiró del Flamengo al finalizar la temporada 2014. Fue despedido en marzo de 2015 con un partido de exhibición ante Nacional de Montevideo. El jugador se incorporó a los Fort Lauderdale Strikers para la temporada 2015 de la North American Soccer League.

## Selección nacional

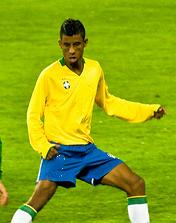
Léo Moura jugó solo una vez para la selección brasileña, en 2008.

En 2008, con 29 años, Léo Moura fue convocado por primera y única vez a la selección brasileña. El equipo se enfrentaría a Irlanda en un partido amistoso en la ciudad de Dublín. Fue llamado para cubrir la vacante de Maicon del Inter de Milán, que resultó lesionado.

## Clubes
| Club                     | País           | Año       |
| ------------------------ | -------------- | --------- |
| Botafogo                 | Brasil         | 1997-1999 |
| Linhares E. C.           | Brasil         | 1999      |
| KFC Germinal Beerschot   | Bélgica        | 1999-2000 |
| ADO Den Haag             | Países Bajos   | 2000-2001 |
| Botafogo                 | Brasil         | 2001      |
| C. R. Vasco da Gama      | Brasil         | 2002      |
| S. E. Palmeiras          | Brasil         | 2002      |
| São Paulo F. C.          | Brasil         | 2003      |
| Fluminense               | Brasil         | 2004      |
| S. C. Braga              | Portugal       | 2005      |
| C. R. Flamengo           | Brasil         | 2005-2014 |
| Fort Lauderdale Strikers | Estados Unidos | 2015      |
| F. C. Goa                | India          | 2015      |
| C. A. Metropolitano      | Brasil         | 2016      |
| Santa Cruz F. C.         | Brasil         | 2016      |
| Grêmio                   | Brasil         | 2017-2019 |
| Botafogo da Paraíba      | Brasil         | 2020      |

## Palmarés

### Títulos regionales
| Título                  | Club             | País   | Año  |
| ----------------------- | ---------------- | ------ | ---- |
| Campeonato Carioca      | C. R. Flamengo   | Brasil | 2007 |
| Taça Guanabara          | C. R. Flamengo   | Brasil | 2007 |
| Campeonato Carioca      | C. R. Flamengo   | Brasil | 2008 |
| Taça Guanabara          | C. R. Flamengo   | Brasil | 2008 |
| Campeonato Carioca      | C. R. Flamengo   | Brasil | 2009 |
| Taça Río                | C. R. Flamengo   | Brasil | 2009 |
| Campeonato Carioca      | C. R. Flamengo   | Brasil | 2011 |
| Taça Guanabara          | C. R. Flamengo   | Brasil | 2011 |
| Taça Río                | C. R. Flamengo   | Brasil | 2011 |
| Campeonato Carioca      | C. R. Flamengo   | Brasil | 2014 |
| Taça Guanabara          | C. R. Flamengo   | Brasil | 2014 |
| Copa do Nordeste        | Santa Cruz F. C. | Brasil | 2016 |
| Campeonato Pernambucano | Santa Cruz F. C. | Brasil | 2016 |
| Campeonato Gaúcho       | Grêmio           | Brasil | 2018 |
| Recopa Gaúcha           | Grêmio           | Brasil | 2019 |
| Campeonato Gaúcho       | Grêmio           | Brasil | 2019 |

### Títulos nacionales
| Título         | Club           | País   | Año  |
| -------------- | -------------- | ------ | ---- |
| Copa de Brasil | C. R. Flamengo | Brasil | 2006 |
| Brasileirão    | C. R. Flamengo | Brasil | 2009 |
| Copa de Brasil | C. R. Flamengo | Brasil | 2013 |

### Títulos internacionales
| Título              | Club   | Sede         | Año  |
| ------------------- | ------ | ------------ | ---- |
| Copa Libertadores   | Grêmio | Lanús        | 2017 |
| Recopa Sudamericana | Grêmio | Porto Alegre | 2018 |

### Distinciones individuales
| Distinción                                  | Año               |
| ------------------------------------------- | ----------------- |
| Prêmio Craque do Brasileirão (Equipo ideal) | 2006, 2007 y 2008 |
| Mejor lateral derecho del Brasileirão       | 2006, 2007 y 2008 |